# Tío Sam

Tío Sam de J. M. Flagg reclutando soldados para la Primera Guerra Mundial y Segunda Guerra Mundial. En el cartel se lee: "Te quiero a ti para el Ejército de los Estados Unidos. Puesto de reclutamiento más cercano".

El Tío Sam (Uncle Sam en inglés) es la personificación nacional de los Estados Unidos de América y, específicamente, del gobierno estadounidense. El primer uso de la expresión se remonta a la Guerra de 1812 y su primera ilustración gráfica a 1852. Habitualmente se representa como un hombre mayor, de semblante amargo, cano, con barba y vestido con ropa que se asemeja a la bandera de los Estados Unidos.

## Origen
Según la tradición popular, el origen del personaje se remonta a un grupo de soldados acuartelados al norte del estado de Nueva York durante la guerra anglo-estadounidense de 1812. Al recibir un suministro de carne con las iniciales U.S. (United States), los soldados hicieron un juego de palabras con esas iniciales y las del proveedor de carne, Uncle Samuel Wilson, de Troy (Nueva York). Posteriormente el Congreso de los Estados Unidos adoptó la siguiente resolución, el 15 de septiembre de 1961: "El Senado y la Cámara de Representantes resuelven que el Congreso reconozca a Uncle Sam Wilson de Troy, Nueva York, como el padre del símbolo nacional de los Estados Unidos, el Tío Sam". Sendos monumentos marcan su lugar de nacimiento en Arlington, Massachusetts, y el de su entierro, en el Cementerio Oakwoods, en Troy, Nueva York. Otro hito señala "The boyhood home of Uncle Sam" (El hogar de juventud del Tío Sam) en su segunda residencia, en Mason, NH. El primer uso de la expresión en la literatura está documentado en un libro alegórico de 1816, The Adventures of Uncle Sam in Search After His Lost Honor, de Frederick Augustus Fidfaddy, refiriéndose también al mencionado Samuel Wilson. 
Las primeras figuras representativas de los Estados Unidos incluían a personajes tales como "Brother Jonathan", utilizado por la revista Punch. Sin embargo, estas primeras personificaciones fueron sobrepasadas por la del Tío Sam en la época de la Guerra Civil. La personificación femenina, "Columbia", ha sido utilizada muy escasamente desde los años 20. La conocida imagen invitando al alistamiento del Tío Sam fue creada por James Montgomery Flagg, un ilustrador y retratista más conocido por su trabajo en publicidad. Según algunas fuentes, la primera vez que apareció públicamente la imagen del Tío Sam fue en una ilustración de Flagg para la portada de la revista Leslie's Weekly, publicada el 6 de julio de 1916, con la leyenda "What Are You Doing for Preparedness?" Se imprimieron más de cuatro millones de ejemplares de esa imagen entre 1917 y 1918. También fue muy utilizada durante la Segunda Guerra Mundial.

## Otros usos de la imagen
La canción "U.S.G. A Song For The Times" de 1864, escrita por Dan D. Emmett se refiere en su estribillo al General Ulysses S. Grant como el "Uncle Sam": "Then U.S.G's the man for me, Three cheers for your old Uncle Sam!" Pueden consultarse imágenes escaneadas de la partitura en la Web American Memory Lincoln, de la Biblioteca del Congreso.
Además de en política, el Tío Sam ha aparecido como personaje del cómic Quality y en DC Comics. Aparece como la representación viva de los Estados Unidos y es el líder de los Luchadores por la Libertad (the Freedom Fighters). Ver Uncle Sam (comics). También hay un corto de animación de los años 80 titulado "Uncle Sam's Adventures."
Por otra parte, el Tío Sam apareció como villano en la película de 1997 titulada Uncle Sam. En ésta, un veterano muerto durante la operación Tormenta del Desierto se levanta de entre los muertos para pedir justicia a unos adolescentes que quemaron la bandera estadounidense sobre su tumba.
Los New York Yankees, el equipo de béisbol, incluyen el sombrero del Tío Sam en su logotipo, situándolo sobre el bate que forma la línea vertical de la "K" de "Yankees".  Ese mismo sombrero se usa a menudo como parte de la imaginería del equipo y algunos de sus seguidores se lo ponen para asistir a los partidos o a otros actos del equipo.
El grupo de rock Grateful Dead utilizó un esqueleto que recordaba al Tío Sam como uno de los símbolos del grupo. El Tío Sam, nombrado en su canción U.S. Blues, es uno más entre otros elementos que componen la "American mythology" de este grupo. En septiembre de 1979, la banda Funkadelic publicó un álbum bajo el nombre Uncle Jam Wants You, uno de los más exitosos de la banda.
Durante algunos conciertos del Vertigo Tour de U2, había una interferencia para dar inicio al "encore" con una especie de ruleta en el que en la primera pausa aparecía una imagen del Tío Sam.

## I Want You For The Army
Durante la Primera Guerra Mundial se creó el famoso cartel del Tío Sam señalando al espectador con las palabras "I WANT YOU" ("Te quiero a ti"). El artista James Montgomery Flagg, que pintó el cartel en 1917, usó su propio rostro modificado como modelo para la cara del Tío Sam. El veterano Walter Botts posó para el dibujo que se convertiría en el Tío Sam. El cartel estaba basado en uno británico de 1914 donde aparecía Lord Kitchener. Fue diseñado por Alfred Leete.
El cartel ha sido imitado (y parodiado) numerosas veces, con diferentes variaciones en el eslogan.

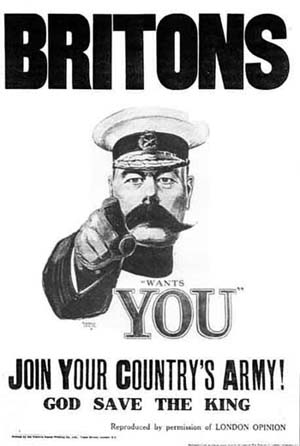
Cartel británico de reclutamiento de 1914. En él se lee: "Británicos, [Lord Kitchener] os necesita. ¡Únete al ejército de tu país! Dios salve al rey".